# Jon Huntsman
Jon Meade Huntsman jr. (Redwood City, 26 maart 1960) is een Amerikaanse politicus en diplomaat van de Republikeinse Partij. Sinds 2017 is hij ambassadeur van de Verenigde Staten in Rusland.
Eerder was Huntsman van 1992 tot 1993 Amerikaans ambassadeur in Singapore onder de presidenten George H.W. Bush en Bill Clinton. Tussen 2004 en 2009 diende hij als gouverneur van Utah en aansluitend was hij tot 2011 de Amerikaanse ambassadeur in China.

## Biografie

### Achtergrond en opleiding
Huntsmans voorouders wonen sinds zes generaties in Utah. Zijn grootvader was een lid van de Kerk van Jezus Christus van de Heiligen der Laatste Dagen (Mormonen). Hij is de zoon van Jon Huntsman Sr. en Karen Haight Huntsman. Met zijn vrouw Mary Kaye Huntsman heeft hij zeven kinderen, onder wie twee geadopteerde meisjes; één uit China en één uit India.
Huntsman was een Mormoonse missionaris die voor twee jaar naar Taiwan ging, waar hij Standaardmandarijn en Taiwanees leerde. Hij studeerde aan de Universiteit van Utah en vervolgens aan de Universiteit van Pennsylvania, waar hij een bachelor in internationale politiek behaalde. Vervolgens had hij een carrière als zakenman en was voorzitter van Huntsman Corporation, een multinationale onderneming die opgericht werd door zijn vader en zich bezighoudt met de chemische industrie. De hoofdzetel van het bedrijf bevindt zich in Salt Lake City te Utah.

### Politieke carrière
Zijn eerste politieke functie bekleedde Huntsman als lid van het personeel van de 40e Amerikaanse president Ronald Reagan. Onder zijn opvolger George H.W. Bush diende Huntsman als staatssecretaris van het ministerie van Economische Zaken en als Amerikaans ambassadeur te Singapore (1992-1993).
Huntsman was actief als de vervanger van de United States Trade Representative, toen hij in 2004 werd verkozen tot gouverneur van Utah. Bij de verkiezingen behaalde hij 57 procent van de stemmen en versloeg zo zijn Democratische tegenstander Scott Matheson. In november 2008 werd Huntsman met bijna 78% van de stemmen herkozen als gouverneur, tegen nog geen 20% voor de Democraat Bob Springmeyer.
In 2009 werd Huntsman door president Barack Obama als Amerikaanse ambassadeur in de Volksrepubliek China benoemd. Hij trad in augustus van dat jaar af als gouverneur en werd opgevolgd door zijn luitenant-gouverneur Gary Herbert. Op 30 april 2011 nam Huntsman ontslag als ambassadeur om zich voor te bereiden op zijn kandidatuur voor de Amerikaanse presidentsverkiezingen in 2012. Het ambassadeurschap in China werd overgenomen door Gary Locke. Medio januari 2012 trok Huntsman zich terug uit de presidentsverkiezingen en schaarde zich achter zijn medekandidaat Mitt Romney.
In 2017 werd Huntsman door president Donald Trump voorgedragen om de Amerikaanse ambassadeur in Rusland te worden. Na goedkeuring van de Senaat ging zijn ambtstermijn in Moskou van start op 3 oktober 2017.
- Gemeinsame Normdatei: 1192348737
- International Standard Name Identifier: 0000 0000 5324 638X
- Library of Congress Control Number: nr2005003312
- Virtual International Authority File: 46716687
- WorldCat: E39PBJhX4vfQVPKbrk3FPBqG73